# Reubicación III
La Reubicación III es una etapa intermedia que combina tanto Grupo II como el Grupo III y el Grupo IV y se juega en la segunda mitad del año.

## Sistema de competición
En la primera etapa de la Reubicación III participan los clubes que no hayan clasificado a la Reubicación II (10 en total) y los 4 mejores del Grupo IV en una única zona, en formato de todos contra todos. Los 8 mejores clubes lograrán su primer objetivo de permanecer o ascender al Grupo III, y clasificarán a los playoffs de la Reubicación III junto a los 8 peores clubes de la Reubicación II, mientras que los otros 6 clubes jugarán los playoffs de la Reubicación IV como última chance de mantener la categoría o ascender.
El formato de los playoffs es de eliminación directa comenzando desde los octavos de final con el agregado de que los clubes finalistas subirán al Grupo II (o mantener la categoría depende el caso).
Gracias al formato de este torneo puede darse el caso de que un club consiga un doble ascenso (del Grupo IV al Grupo II sin la necesidad de jugar en el Grupo III para lograr otro ascenso), como el que consiguió Delta Rugby Club en 2010, que ,luego de su creación, se afilió a la URBA y comenzó a jugar en Grupo IV, clasificó a la Reubicación III, una vez allí llegó a los playoffs y luego para completar un gran año se consagró campeón de estos playoffs y consiguió un doble ascenso inédito
- Datos: Q6106866